# Heggenfløjen
Heggenfløjen er en skipsfløj fra middelalderen af den norrøne type veðrviti, som frem til 1702 var festet til en stang på taget af Heggen kirke i Modum, Norge. Oprindelig har fløjen dog sandsynligvis været monteret et vikingeskib, som indgik i ledingsflåden.
Fløjen dateres normalt til første halvdel af 1000-tallet, og består af en 3 mm tyk plade af forgyldt kobber. Den måler 19 x 28 cm, men en rekonstruktion viser at den oprindelig var betydelig større og sandsynligvis målte cirka 23,5 x 33 cm. Ornamentikken på fløjen er i ringerikestil og viser en ørn med krumt næb, fjerdusk på hovedet og store vinger. Den er omslynget af en orm eller slange. Videre er det afbilledet løver og motivet er omsluttet af en bord. På spidsen af fløjen er det et støbt firbenet dyr, antageligvis en løve.
Fløjen har muligvis oprindeligt været monteret til stavnen på et skib, før den blev hængt i spiret på kirkens tagrytter. Tagrytteren blev flyttet til kirkens vestgavl i 1702, hvorpå fløjen forsvandt. Den dukkede op igen i 1880 hos en privatperson i nærområdet, men i 1923 blev den overført til Universitetets Oldsaksamling i Oslo. Fløjen er i dag udstillet ved Historisk museum i Oslo, mens en kopi er hængt op i kirken.